# Telefon towarzyski (film)
Telefon towarzyski  (ang. Pillow Talk) – amerykańska komedia romantyczna z 1959 roku w reżyserii Michaela Gordona. Bohaterowie, czyli Brad Allen i Jan Morrow, dzielą ze sobą wspólną linię telefoniczną, przez co dochodzi do wielu zabawnych sytuacji. 
W 2009 roku został wprowadzony do Narodowego Rejestru Filmowego Stanów Zjednoczonych jako film „znaczący kulturowo, historycznie bądź estetycznie”. 

## Obsada
- Rock Hudson jako Brad Allen, playboy i popularny autor piosenek, zajmuje linię telefoniczną swoimi romansami
- Doris Day jako Jan Morrow, samotna dekoratorka wnętrz, skazana na wspólną linię z Bradem
- Tony Randall jako Jonathan Forbes
- Thelma Ritter jako Alma, gosposia Jan, lubi alkohol
- Nick Adams jako Tony Walters
- Karen Norris jako Miss Dickenson
- Julia Meade jako Marie
- Allen Jenkins jako Harry

## Nagrody i nominacje
| Nazwa nagrody | Wygrane | Nominacje |
| ------------- | --- | --- |
| Oscar         | 1960 • najlepsze oryginalne materiały do scenariusza i scenariusz: Clarence Greene, Maurice Richlin, Russell Rouse, Stanley Shapiro | 1960 • najlepsza aktorka pierwszoplanowa: Doris Day • najlepsza aktorka drugoplanowa: Thelma Ritter • najlepsza muzyka w dramacie lub komedii: Frank De Vol • najlepsza scenografia – filmy kolorowe: Richard H. Riedel, Ruby R. Levitt, Russell A. Gausman |
| Złoty Glob    | bez rezultatu | 1960 • najlepsza komedia • najlepsza aktorka w komedii lub musicalu: Doris Day • najlepszy aktor drugoplanowy: Tony Randall |

## Wyróżnienia
| Rok wyróżnienia | Amerykański Instytut Filmowy                                   | Miejsce |
| --------------- | -------------------------------------------------------------- | ------- |
| 2002            | Lista 100 najlepszych amerykańskich melodramatów wszech czasów | 99.     |